# Mierzęcice
Mierzęcice – wieś w Polsce położona w Zagłębiu Dąbrowskim, w województwie śląskim, w powiecie będzińskim, w gminie Mierzęcice.
W latach 1954–1972 wieś należała i była siedzibą władz gromady Mierzęcice. W latach 1975–1998 miejscowość administracyjnie należała do województwa katowickiego.
W 2011 roku przez miejscowość prowadziła trasa wyścigu kolarskiego Tour de Pologne 2011.
Miejscowość jest siedzibą gminy Mierzęcice.

## Części wsi
| SIMC    | Nazwa         | Rodzaj    | Sołectwo      |
| ------- | ------------- | --------- | ------------- |
| 0217171 | Łubne         | część wsi | Mierzęcice II |
| 0217188 | Niwiska       | część wsi | Mierzęcice II |
| 0217194 | Przy Kościele | część wsi | Mierzęcice    |
| 0217202 | Przy Szosie   | część wsi | Mierzęcice    |
| 0217219 | Targoszyce    | część wsi | Mierzęcice    |
| 0217225 | Zadzień       | część wsi | Mierzęcice II |

## Sołectwa
- Mierzęcice obejmujące obszar wsi Mierzęcice ul. Wolności, Kościuszki, Głowackiego, Bankowa, Gminna, Widokowa oraz Targoszyce ul. Kościelna;
- Mierzęcice II obejmujące obszar wsi Mierzęcice ul. Szkolna, Kolejowa, Leśna, Wspólna, Sosnowa[6].
- Mierzęcice Osiedle obejmujące ul. Osiedle; najmniejsze sołectwo gminy[7].

## Nazwa
Pierwsza wzmianka o miejscowości w formie Mirzenczicze pochodzi z 1357 roku. Nazwa była później notowana także w formach Myrzaczycze, Mirzączycze (1529),  Mierzecice, Mirzecice, Mirzęcice (1598) , Mierzęcice (1787), Mierzęczyce (1787), Mierzęcin (1827), Mierzęcice (1877), Mierzęcice (1885). Nazwa miejscowości utworzona została przez dodanie sufiksu -ice (okresowo też -in) do nazwy osobowej Mirzęta, pochodzącej od imion złożonych typu Mirogniew, Mirosław. W nazwie widoczne jest przejście -ir(z) > -er(z).

## Historia

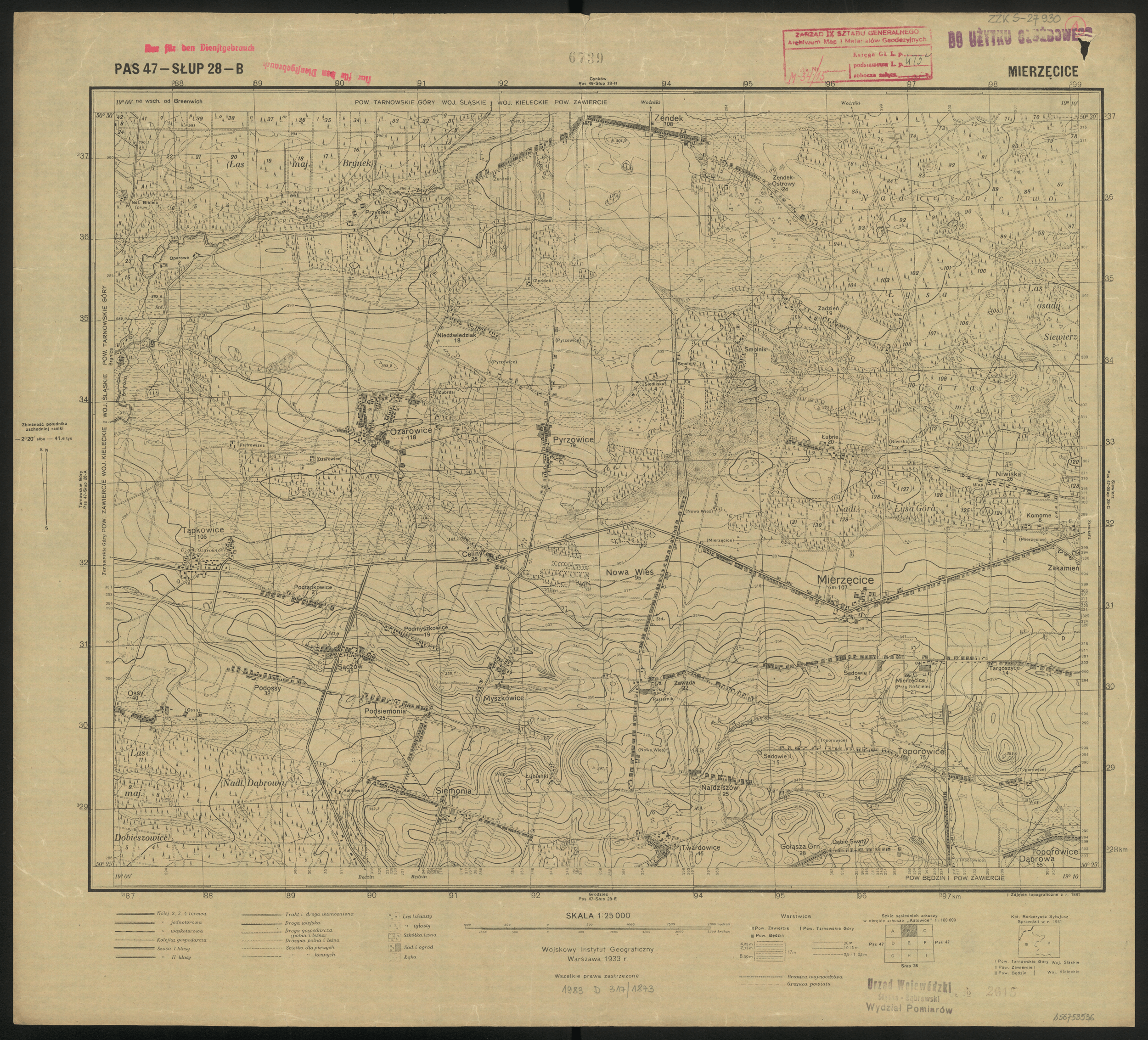
Mapa Mierzęcic i okolic sporządzona w 1933 przez Wojskowy Instytut Geograficzny na podstawie mapy Królestwa Polskiego z 1881

Miejscowość pierwotnie leżała w księstwie siewierskim i należała do biskupów krakowskich. Potwierdza to dokument z 1357, w którym Kazimierz I książę cieszyński potwierdził wolności od wszelkich opłat, danin, stacji, powinności i ciężarów na rzecz swego księstwa wsiom Brudzowice, Przeczyce, Toporowice, Mierzęcice, Ożarowice, Najdzieszów, Brzynkowice, Góra oraz Łubianki, które należały do biskupa krakowskiego, a położone były na terytorium księstwa siewierskiego. Książę zastrzegł sobie jednak jurysdykcję własnych sędziów w sporach sądowych pomiędzy swoimi poddanymi, a mieszkańcami wymienionych wsi biskupich .
Od połowy XV wieku po sprzedaży całego księstwa siewierskiego biskupom krakowskim przez Wacława I cieszyńskiego wieś znajdowała się w granicach Korony Królestwa Polskiego i należała do diecezji krakowskiej. Miejscowość odnotowują historyczne dokumenty podatkowe. Wieś nie była objęta pańszczyzną ani dziesięciną, ale mieszkańcy płacili czynsz. W 1529 mieszkańcy miejscowości płacili go na rzecz biskupstwa krakowskiego w łącznej wysokości 10,5 grzywny. Kolejny dokument z 1598 odnotował w miejscowości kmiecia o imieniu Mieszko oraz 2 zagrodników .
16 kwietnia 1786 w Mierzęcicach urodził się Wincenty Kraiński, polski pisarz i pedagog, uczestnik powstania listopadowego. 
Po rozbiorach Polski miejscowość znalazła się w zaborze rosyjskim i leżała w Królestwie Polskim. W 1827 wieś należała do rządu Królestwa Polskiego i znajdowało się w niej 90 domów zamieszkanych przez 508 mieszkańców. W 1885 w XIX-wiecznym Słowniku geograficznym Królestwa Polskiego miejscowość wymieniona jest jako wieś, osada leśna i karczowisko leżące w powiecie będzińskim, gminie Sulików, parafia Targoszyce. We wsi było wówczas 117 domów, w których mieszkało 1028 mieszkańców. Wieś należała prawie w całości do chłopów i miała wtedy 2312 mórg ziemi włościańskiej w tym 1619 ziemi ornej. Znajdowała się w niej szkoła początkowa oraz urząd gminy.
W 1919 miejscowość znalazła się granicach II RP i była częścią województwa kieleckiego. W okresie okupacji niemieckiej podczas II wojny światowej w Mierzęcicach, które Niemcy nazwali „Mieren”, znajdował się poligon wojskowy. W 1941 i 1943 roku szkolenia odbywał tu ochotniczy Legion Waloński.

## Gospodarka
Gmina Mierzęcice pełni funkcję rolniczo-mieszkaniową oraz rekreacyjną związaną ze zbiornikiem Przeczyce.

## Komunikacja
Miejscowość na osi wschód-zachód przecina droga krajowa nr 78, a z południowego wschodu na północny zachód przebiega droga ekspresowa S1. Łączy ona znajdujący się częściowo na terenie gminy Port lotniczy Katowice-Pyrzowice z drogą krajową nr 1. W Mierzęcicach stacjonowała jednostka wojskowa JW 4043, pozostały po niej dotychczasowo niezagospodarowane zabudowania koszarowe oraz zamieszkane przez część populacji gminy osiedle (1/7 ludności gminy). Wojsko stacjonowało tutaj aż do likwidacji garnizonu w 2000 roku. Wcześniej i znacznie dłużej jednostka nosiła numer JW 1901 i był to 39 Pułk Lotnictwa Myśliwskiego z samolotami MiG-21. Pułk został rozformowany w 1987 roku Jednostka wojskowa została przekształcona w KOL (Komenda Obsługi Lotniska) której nadano nr 4043. W kolejnych latach zmieniono strukturę organizacyjną i utworzono 1 Batalion Zabezpieczenia z nadanym numerem JW 4043. Równolegle w Mierzęcicach utworzono Bazę Statków Powietrznych (JW 4044). Jednostka ta w początkach swojej działalności zajmowała się remontem śmigłowców Mi-24, a w późniejszym okresie kasacją samolotów będących na wyposażeniu naszego lotnictwa. Jednym z dowódców 39. Pułku Lotnictwa Myśliwskiego (w latach 1976–1981) był ówczesny pułkownik, a dzisiejszy generał, dowódca wojsk lotniczych Jerzy Gotowała. Lotnisko wojskowe w czerwcu 2001 roku przekazano w zarząd Samorządowi Województwa Śląskiego i użytkowanie Górnośląskiemu Towarzystwu Lotniczemu SA (GTL S.A.) oraz Agencji Ruchu Lotniczego. W efekcie zaczęło zamieniać się ono w całodobowe cargo i Międzynarodowy Port Lotniczy.
W Mierzęcicach znajduje się także nieczynna już stacja kolejowa Mierzęcice Zawierciańskie, łącząca niegdyś węzły kolejowe w Tarnowskich Górach i Zawierciu-Łazach, od dłuższego czasu tory w stronę Tarnowskich Gór są nieprzejezdne. Miejscowość posiada stałe połączenia autobusowe typu podmiejskiego z większością miast położonych centralnie województwa śląskiego.